# Rotfrüchtige Zaunrübe
Die Rotfrüchtige Zaunrübe, Rot-Zaunrübe oder Zweihäusige Zaunrübe (Bryonia dioica) ist eine Pflanzenart aus der Gattung der Zaunrüben (Bryonia) innerhalb der Familie der Kürbisgewächse (Cucurbitaceae). Weitere Trivialnamen sind Rotbeerige Zaunrübe und Rote Zaunrübe. Alle Pflanzenteile, besonders die reifen Früchte und die Wurzeln, sind giftig.

## Beschreibung

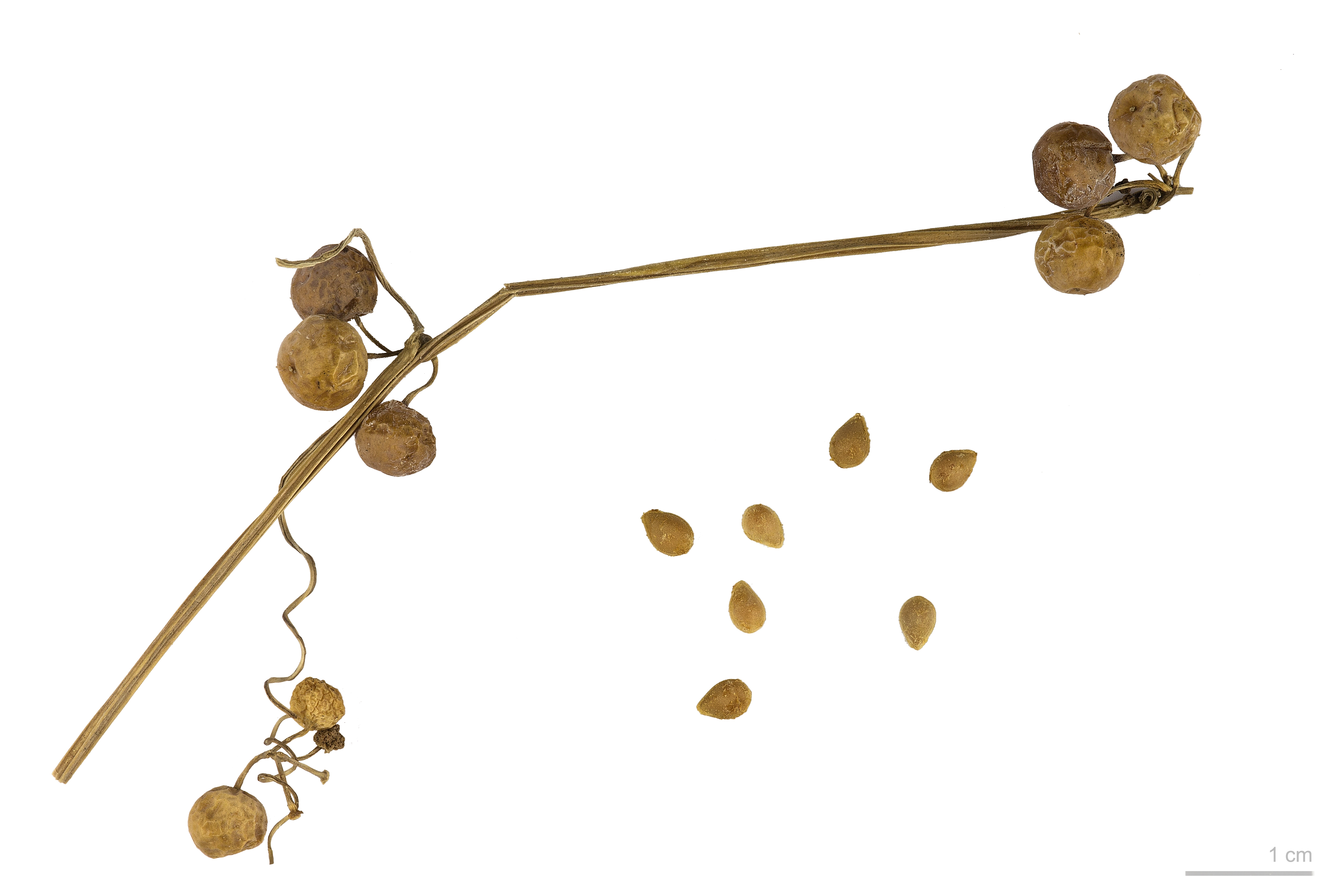
Früchte und Samen

### Vegetative Merkmale
Die Rotfrüchtige Zaunrübe ist eine ausdauernde Kletterpflanze mit einer verdickten, rübenartigen Wurzel. Die kletternden Stängel sind 2 bis 4 Meter lang und verzweigt. Der Stängel ist durch spitze Knötchen und kurze Borsten rau. Die Ranken sind einfach.
Die wechselständig angeordneten Laubblätter sind in Blattstiel und -spreite gegliedert. Der Blattstiel ist relativ kurz. Die Blattspreite ist bei einem Durchmesser von bis zu 10 Zentimetern im Umriss fünfeckig und bis über die Mitte handförmig fünflappig. Beide Blattseiten sind rau behaart. Die Blattlappen sind dreieckig bis elliptisch, der mittlere ist dabei nur wenig größer als die übrigen. Der Blattrand ist ganzrandig oder leicht stumpf gezähnt.

### Generative Merkmale
Die Rotfrüchtige Zaunrübe ist zweihäusig getrenntgeschlechtig (diözisch), es gibt also Einzelpflanzen mit entweder männlichen oder weiblichen Blüten. Die Blütezeit dauert von Juni bis September. Die Blütenstiele sind drüsenhaarig. Die männlichen Blüten sind grün und 6 Millimeter lang, ihr Kelch ist halb so lang wie die Krone. Bei den weiblichen Blüten ist die Krone rund 10 Millimeter breit. Ihre Farbe ist grünlichweiß, ihre Narbe ist rauhaarig. Die Blüten produzieren Nektar.
Die Beeren sind in unreifem Zustand grün und werden dann scharlachrot. Sie sind kugelig und im Durchmesser 6 bis 7 Millimeter groß.
Die Chromosomenzahl beträgt 2n = 20.

## Vorkommen
Die Rotfrüchtige Zaunrübe ist von Europa bis nach Westasien verbreitet, ihr Areal wird als meridional bis südlich-temperat charakterisiert. In Mitteleuropa ist sie im Süden verbreitet, in Norddeutschland selten, teilweise, so auch in Dänemark, erst als Neophyt eingewandert. In Österreich ist sie im pannonischen Raum häufig, ansonsten zerstreut bis selten.
Die ökologischen Zeigerwerte nach Landolt et al. 2010 sind in der Schweiz: Feuchtezahl F = 3 (mäßig feucht), Lichtzahl L = 4 (hell), Reaktionszahl R = 4 (neutral bis basisch), Temperaturzahl T = 4+ (warm-kollin), Nährstoffzahl N = 4 (nährstoffreich), Kontinentalitätszahl K = 3 (subozeanisch bis subkontinental).
Sie wächst in Hecken und Auwäldern auf frischen, nährstoffreichen, lockeren Lehmböden. Sie kommt bis in die colline, selten bis in die montane Höhenstufe vor. Sie ist eine Charakterart des Verbands Alliarion.

## Taxonomie
Ein Synonym für Bryonia dioica Jacq. ist Bryonia cretica subsp. dioica (Jacq.) Tutin.

## Insektenpflanze
Die Rotfrüchtige Zaunrübe und die Schwarzfrüchtige Zaunrübe sind die alleinigen Nahrungspflanzen für die Zaunrüben-Sandbiene (Wildbiene des Jahres 2015). Sie ernährt sich vom Nektar der Zaunrüben-Blüten und sammelt den Pollen für ihre Brut.
Sowohl von den Blättern der Zaunrüben als auch von anderen Kürbisgewächsen ernährt sich der Zaunrüben-Marienkäfer.

## Bildergalerie

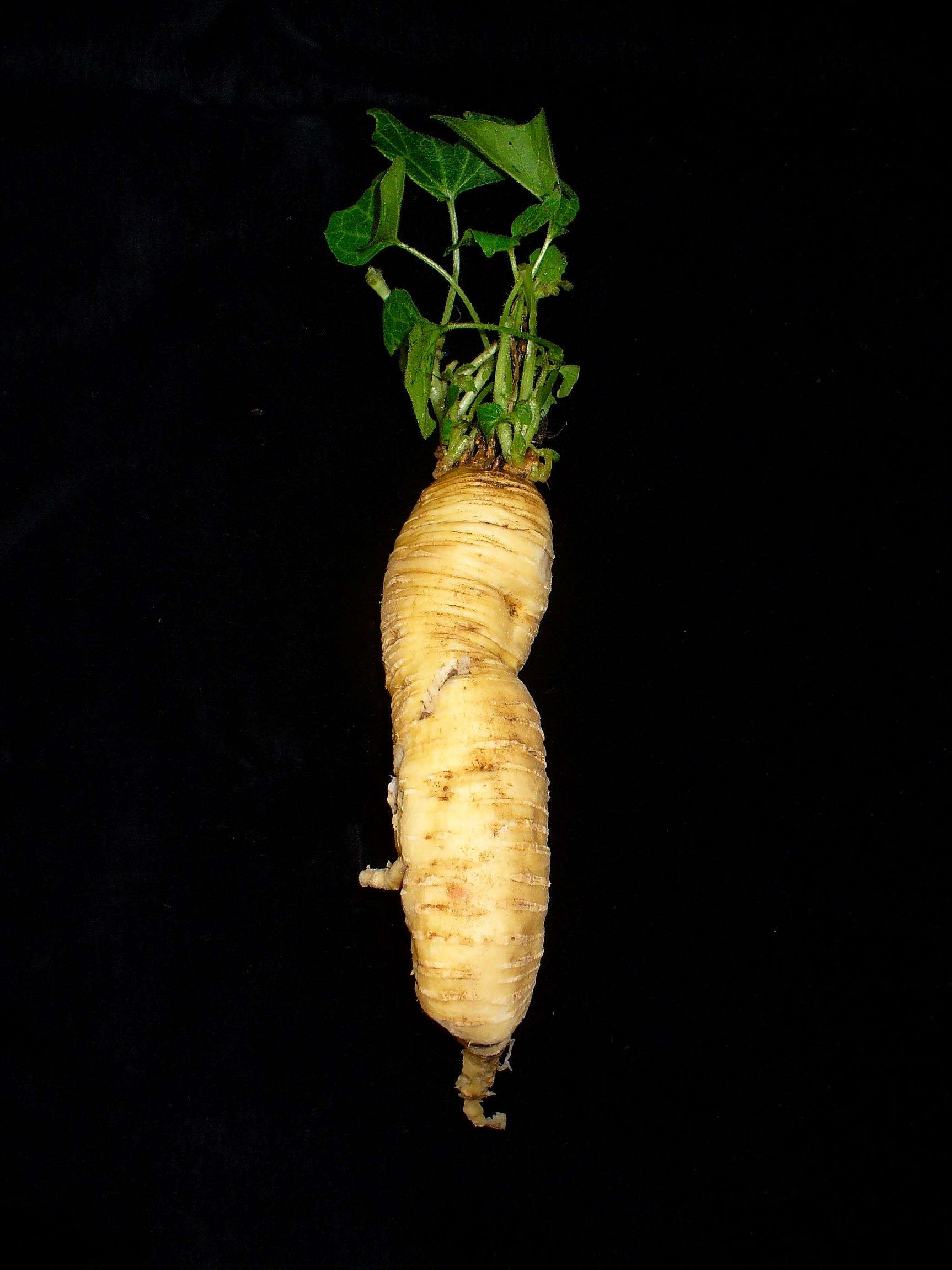
Unterirdische Pflanzenteile
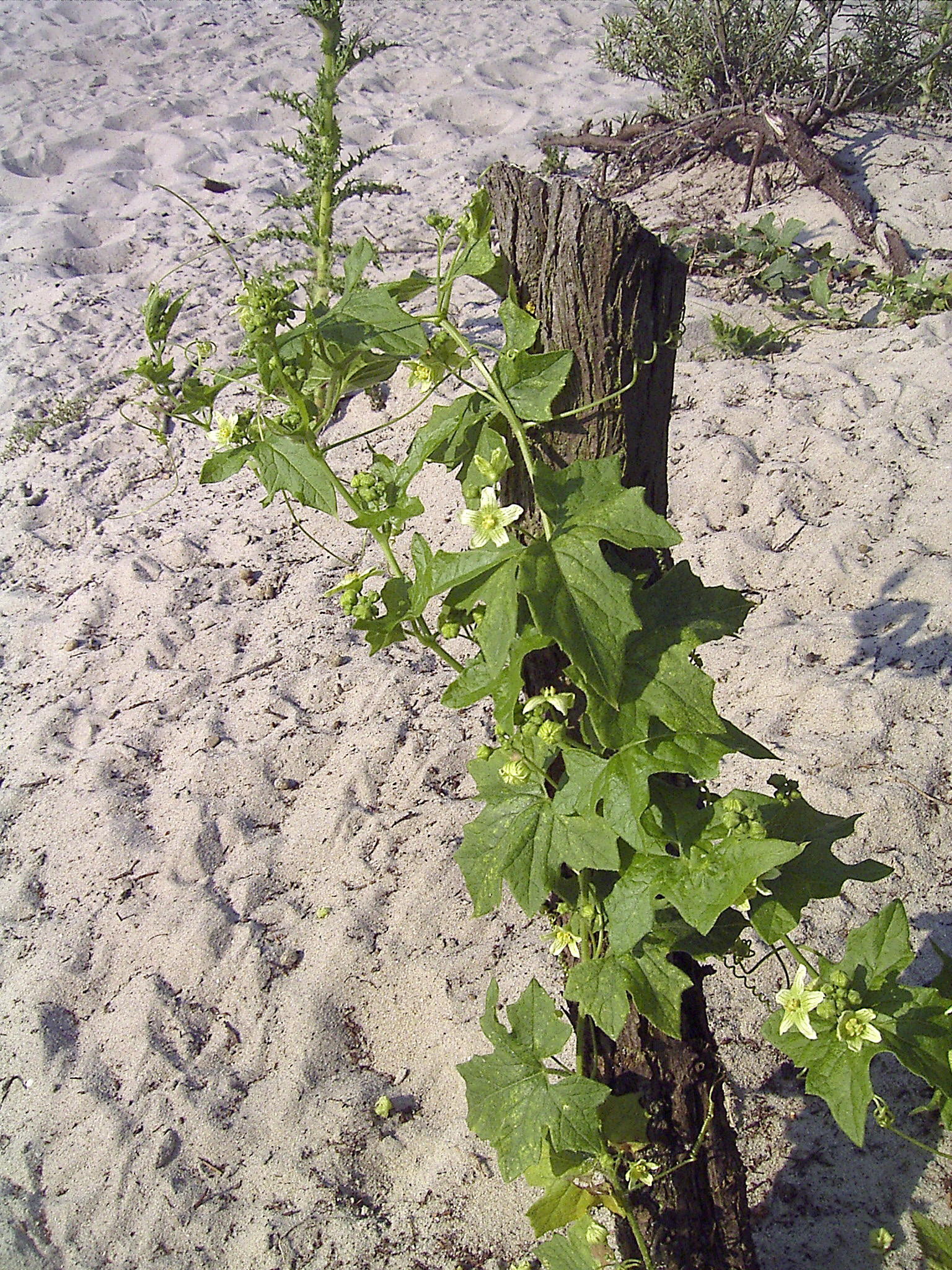
Oberirdische Pflanzenteile
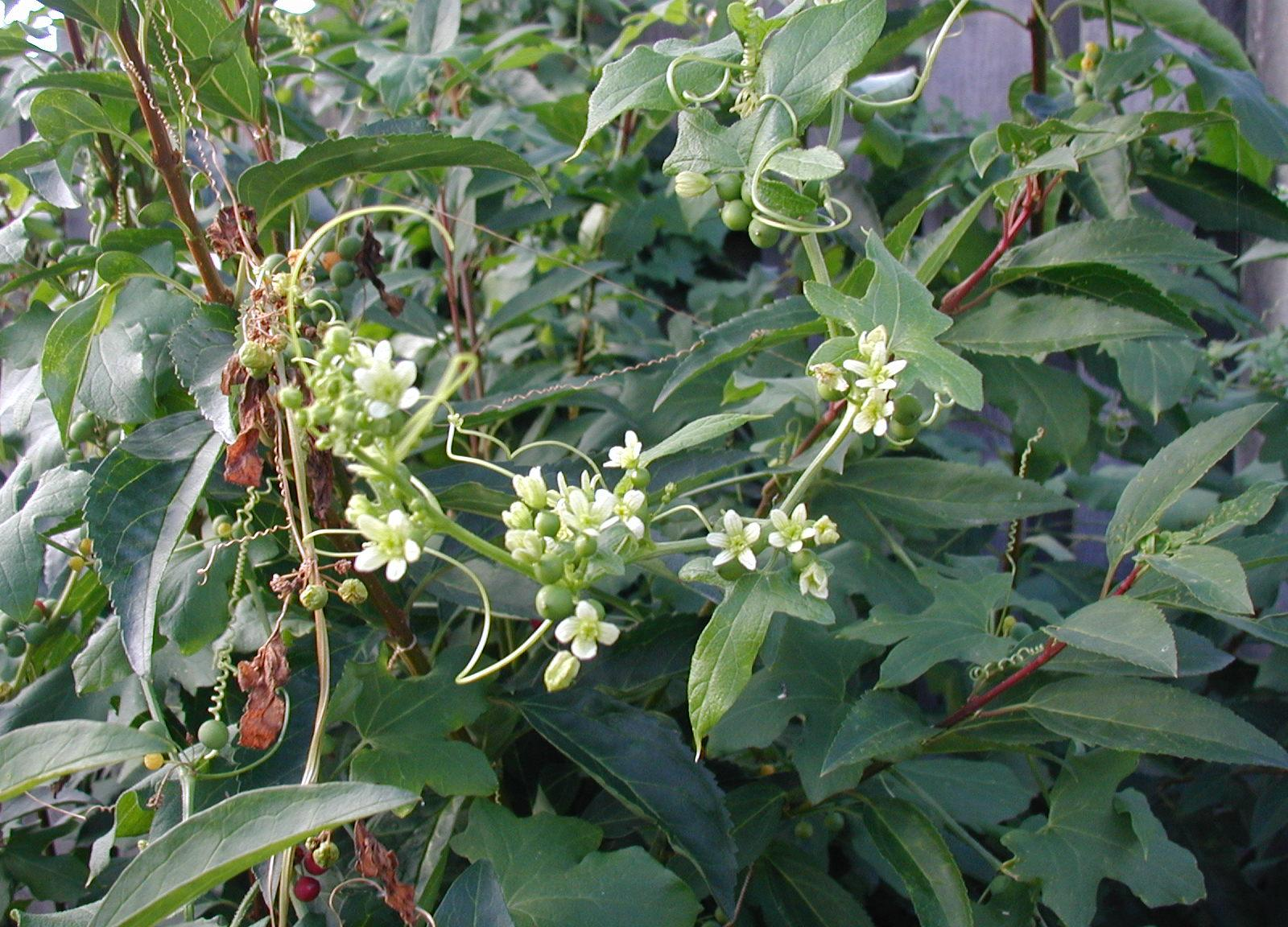
Stängel, Laubblätter, Ranken und Blütenstände
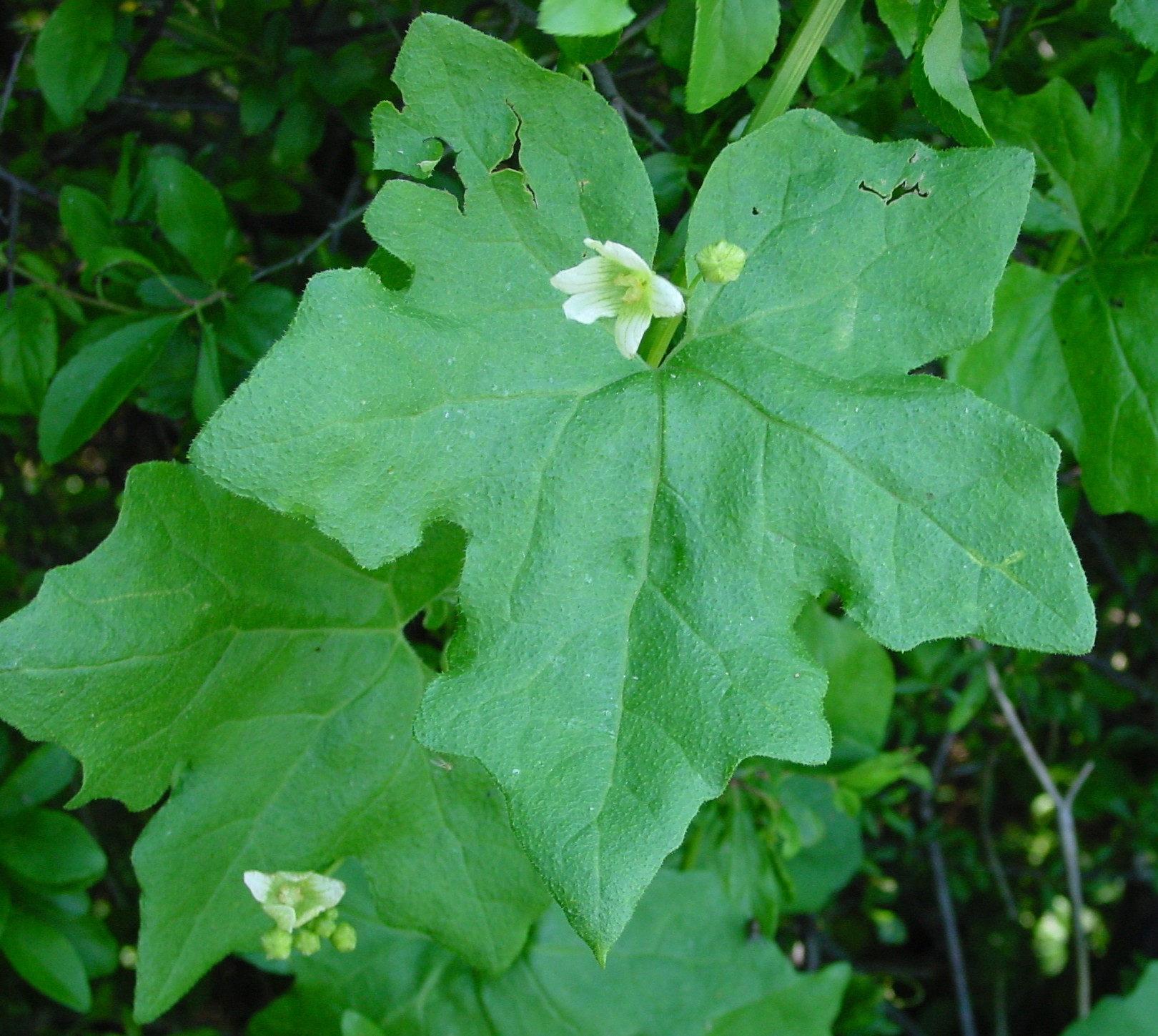
Laubblatt und Blüte
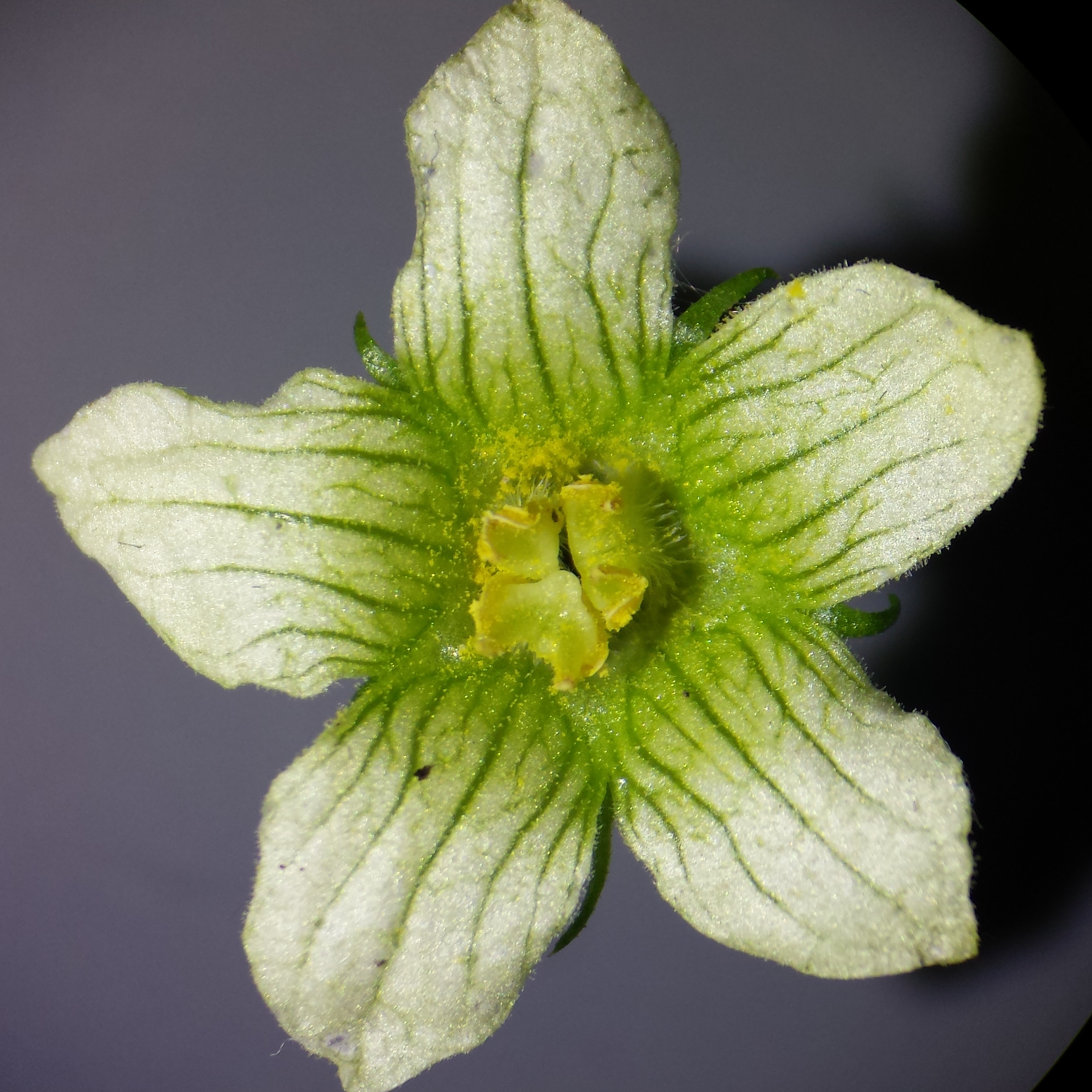
Männliche Blüte
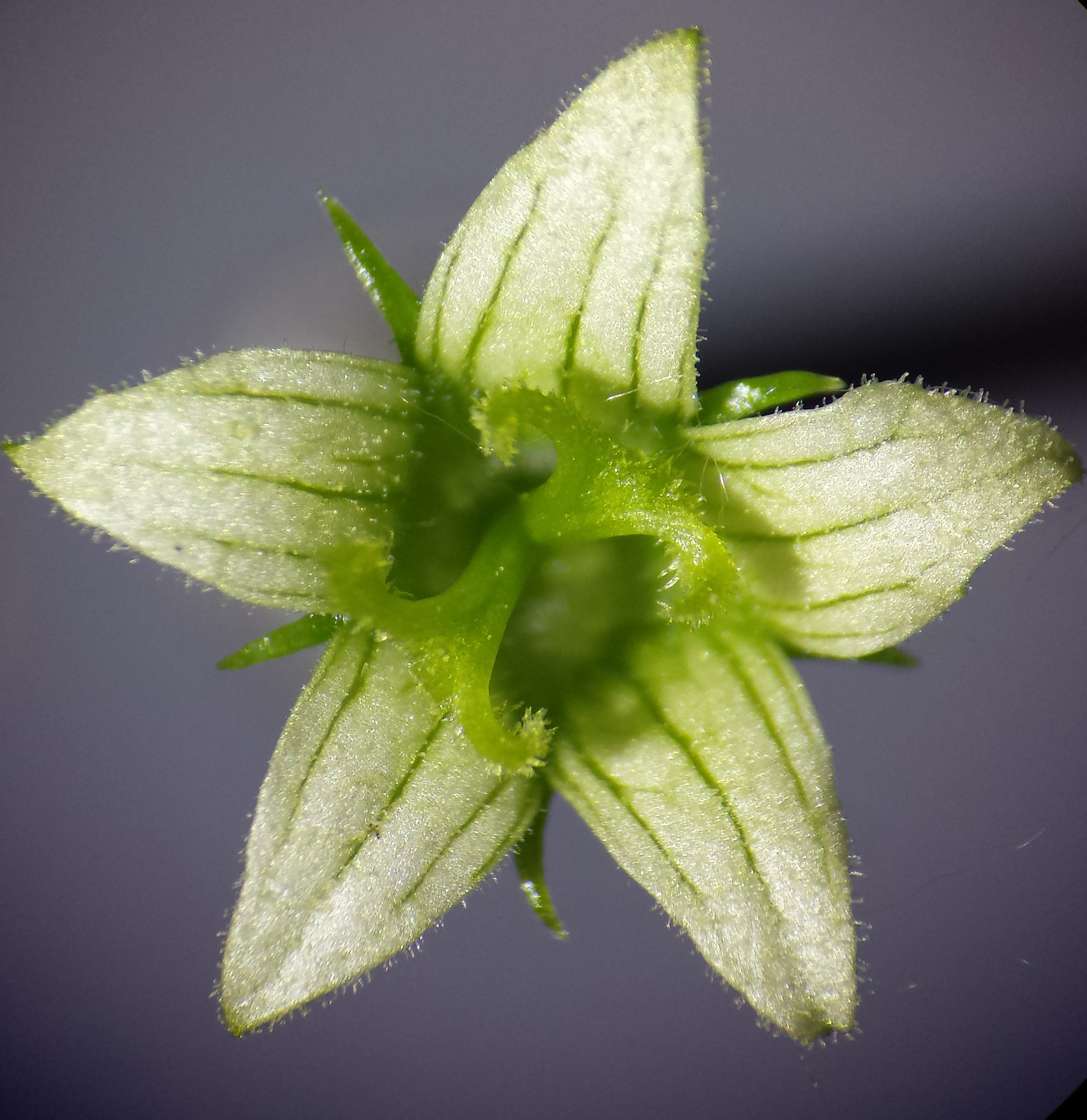
Weibliche Blüte (ungefähr doppelt so stark vergrößert wie männliche Blüte)
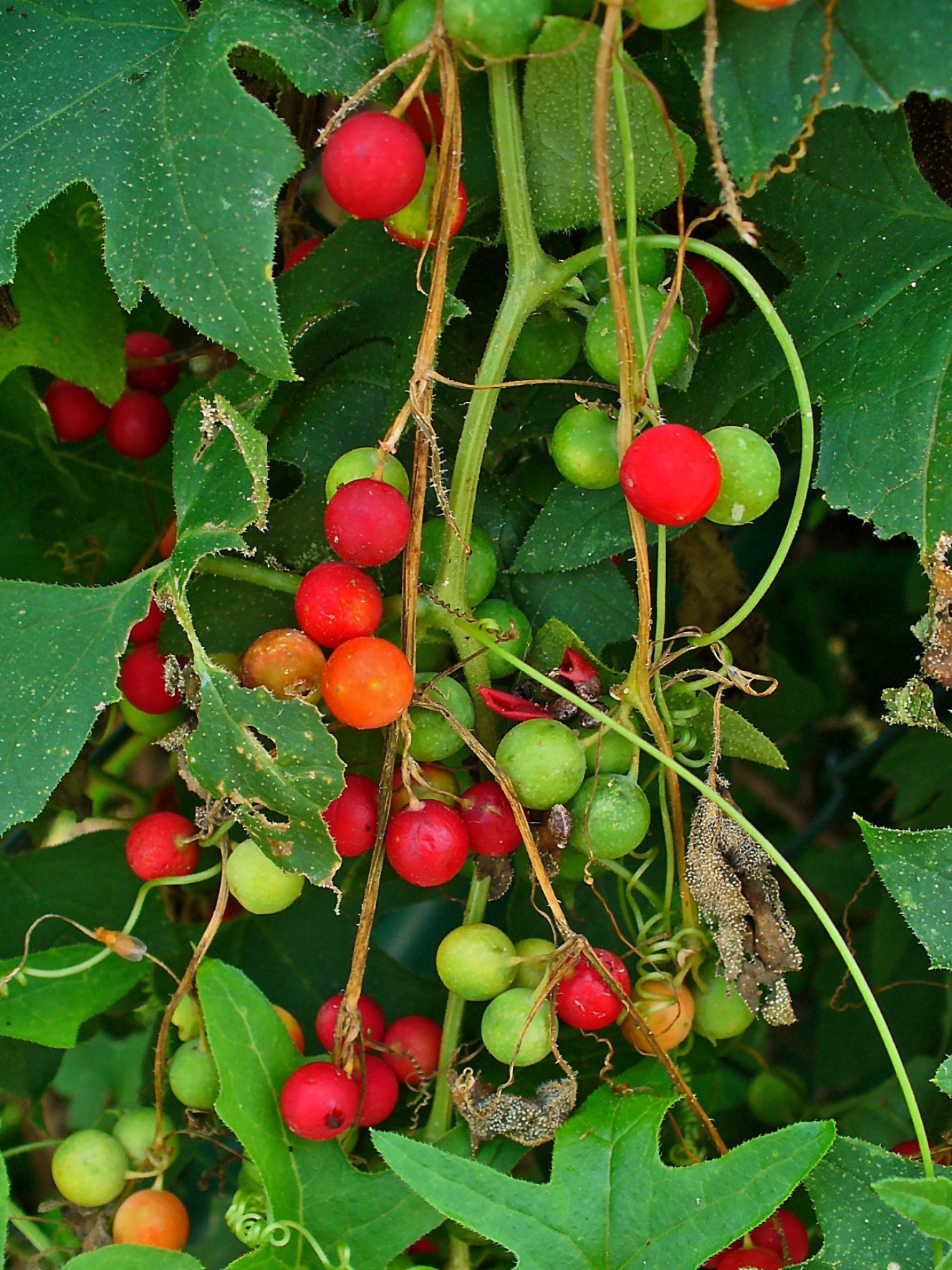
Reife Beeren

## Geschichte

### Antike – Spätantike
Im 1. Jahrhundert berichteten Dioskurides und Plinius gleichlautend über eine „weiße Rebe“ (vitis alba) mit gelben Früchten und über eine „schwarze Rebe“ (vitis nigra) mit anfangs grünen, später schwarzen Früchten. Sie schrieben beiden Pflanzen die gleichen Wirkungen zu. Die „weiße Rebe“ sollte jedoch stärker wirken als die „schwarze Rebe“. Beide Pflanzen wurden später meist als Zaunrüben-Arten gedeutet.
Nach Dioskurides und Plinius sollten die jungen Triebe als Gemüse gekocht und gegessen die Harn- und Stuhlausscheidung anregen. Früchte, Wurzeln und Blätter sollten innerlich eingenommen gegen Epilepsie wirksam sein, nach Schlangenbiss indiziert sein, die Geburt und die Nachgeburt austreiben und die „Milz“ erweichen, wobei „Milz“ nicht als Begriff der Anatomie, sondern als Begriff der Säftelehre zu verstehen ist. Eingenommen sollte die Wurzel bei Geisteskrankheit hilfreich sein. Sie konnte aber auch selbst den Verstand angreifen. Auch in die Scheide eingeführt sollte die Wurzel der im Mittelalter und später auch „Stickwurz“ genannten Pflanze Geburt und Nachgeburt herausziehen. Mit Honig eingenommen sollten Zubereitungen aus vitis alba und vitis nigra gegen Erstickung, Atemnot und Husten wirksam sein. Früchte, Wurzeln und Blätter wurden äußerlich gegen Hautflecken, gegen Geschwüre und zum Öffnen von Abszessen eingesetzt. Der Saft der Stängel sollte die Milchabsonderung anregen. Im 2. Jh. übernahm Galen diese Angaben.
In der Spätantike führte der Pseudo-Apuleius (4.–6. Jahrhundert) als Wirkung der herba brionia – vitis alba lediglich eine „Erweichung der verhärteten Milz“ an. Der (Pseudo-)Dioscorides de herbis feminis (6. Jh.) deutete die vitis nigra als weibliche, die vitis alba als männliche Pflanze.

### Arabisches und Lateinisches Mittelalter
Die arabischen Ärzte – so auch Avicenna – beriefen sich auf die Ausführungen Galens.
Die Spuria Macri aus dem 11. Jahrhundert, ein Anhang an das im Mittelalter weit verbreitete Lehrgedicht Macer floridus, enthält ein Kapitel über bryonia, das sich aus den entsprechenden Angaben bei Dioskurides und Plinius speist.
In den Hildegard von Bingen zugeschriebenen Physica-Manuskripten des 14. bis 15. Jahrhunderts wurde die Zaunrübe „Stichwurtz“ genannt und als giftiges „Unkrut“ bezeichnet, das allerdings gut sei, andere Gifte zu neutralisieren und giftige Tiere fernzuhalten. Eine Abkochung der Wurzel sollte als Umschlag gegen Fußgeschwulst wirksam sein.
In einer niederalemannischen Drogenkompilation des 15. Jahrhunderts aus Ravensburg wurde die weiße Rebe lieri und liena genannt. Das Pulver vom Kraut in die Wunden gestreut, sollte diese zur Heilung bringen. Bei Schmerzen im Stirn- und Augenbereich sollte die oberste Rinde abgeschabt und verworfen werden. Die folgende Rinde sollte auf der Seite der Erkrankung unter das Kinn gebunden werden. Die dadurch entstehende Hautblase würde die Krankheit (das „gesücht“) ausräumen.
In den frühesten Drucken der Kräuterbücher wurden die Beschreibungen der antiken Autoren über zwei Bryonia-Arten entweder in einem Kapitel zusammengefasst (Herbarius Moguntinus 1484 und Kleines Destillierbuch 1500) oder auf zwei Kapitel: brionia und viticella verteilt (Gart der Gesundheit 1485 und Hortus sanitatis 1491).

### Neuzeit
Eine genaue botanische Beschreibung der (häufig nur Brionia oder Bryonia genannten) Bryonia dioica gab 1539 Hieronymus Bock in seinem New Kreütter Buch. Leonhart Fuchs „deutete“ 1542/43 die vitis alba der Alten als Bryonia dioica Jaqc. die vitis nigra der Alten als Clematis vitalba L. Auch die Gemeine Schmerwurz wurde als vitis nigra gedeutet.
Bis ins 19. Jahrhundert wurden Zubereitungen aus Zaunrübenwurzeln vorwiegend äußerlich zum Reinigen von Wunden, in geringerem Maß auch innerlich als sehr energisch wirkendes Abführ- und Wurmmittel eingesetzt.

### Chemische Analyse
Louis-Nicolas Vauquelin untersuchte zu Beginn des 19. Jh. die Zaunrübenwurzel und beschrieb einen darin enthaltenen Stoff, der später „Bryonin“ genannt wurde. Dieses „Bryonin“ wurde 1858 von Georg Friedrich Walz genauer untersucht.

### Toxikologie
Mathieu Orfila, der Begründer der Toxikologie des 19. Jh., widmete 1815 in seiner „Abhandlung über Gifte“ der Zaunrübenwurzel ein ganzes Kapitel mit der Auswertung von Tierversuchen und von Vergiftungen beim Menschen. Weitere Beiträge zur Toxikologie der Zaunrübenwurzel lieferten Jonathan Pereira, A. W. M. van Hasselt und Louis Lewin.

### Historische Abbildungen

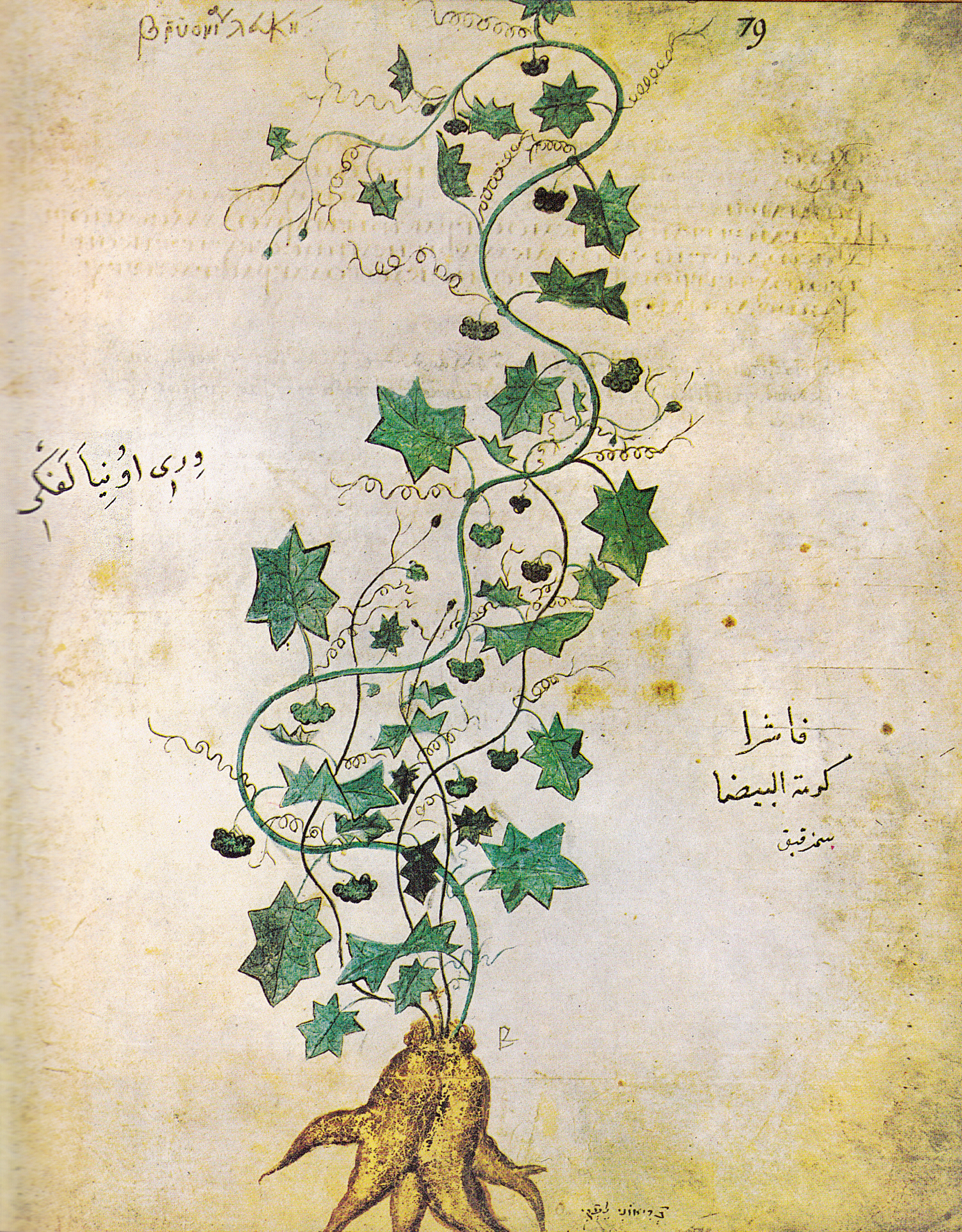
Wiener Dioskurides 6. Jahrhundert, Weiße Rebe
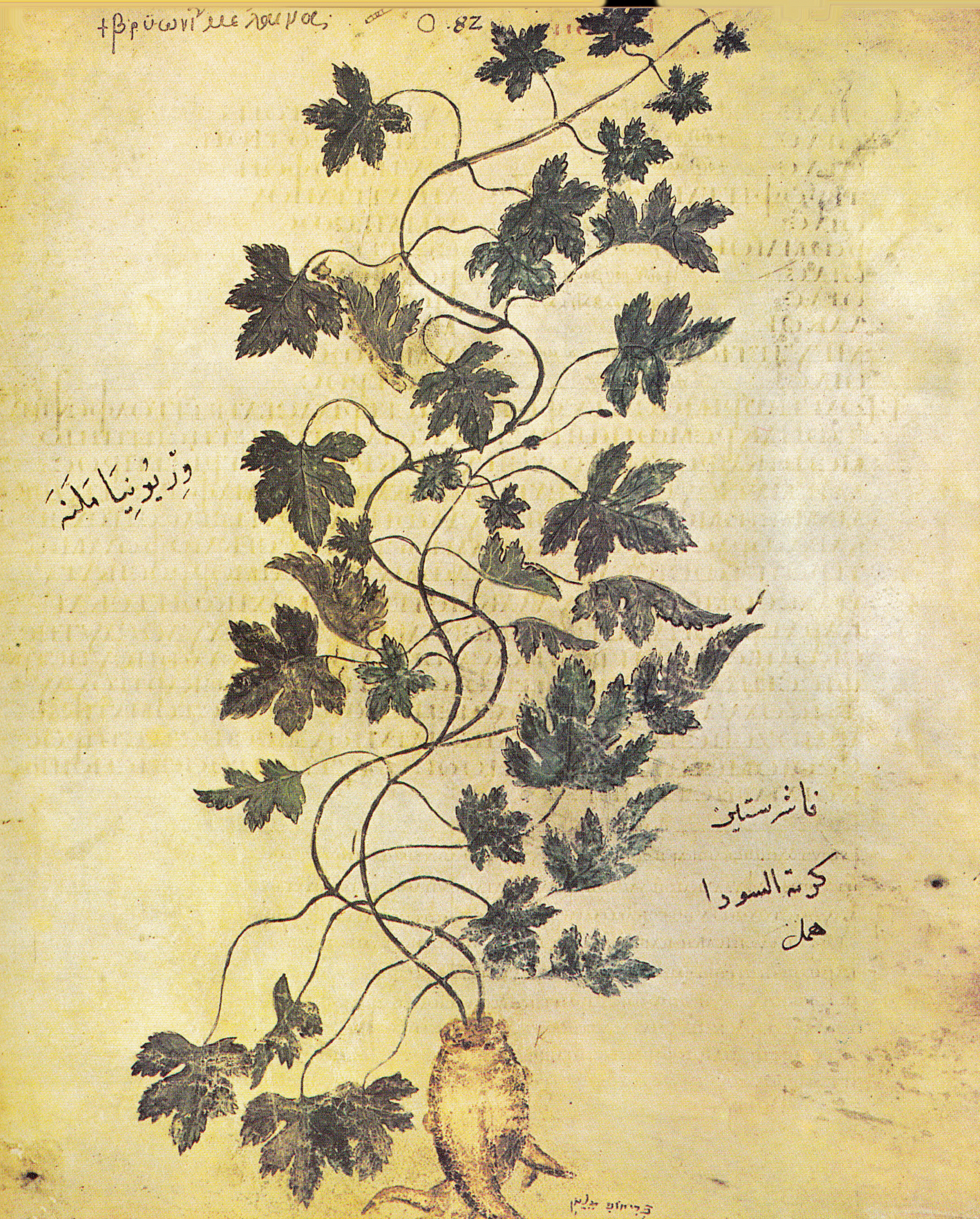
Wiener Dioskurides 6. Jahrhundert, Schwarze Rebe
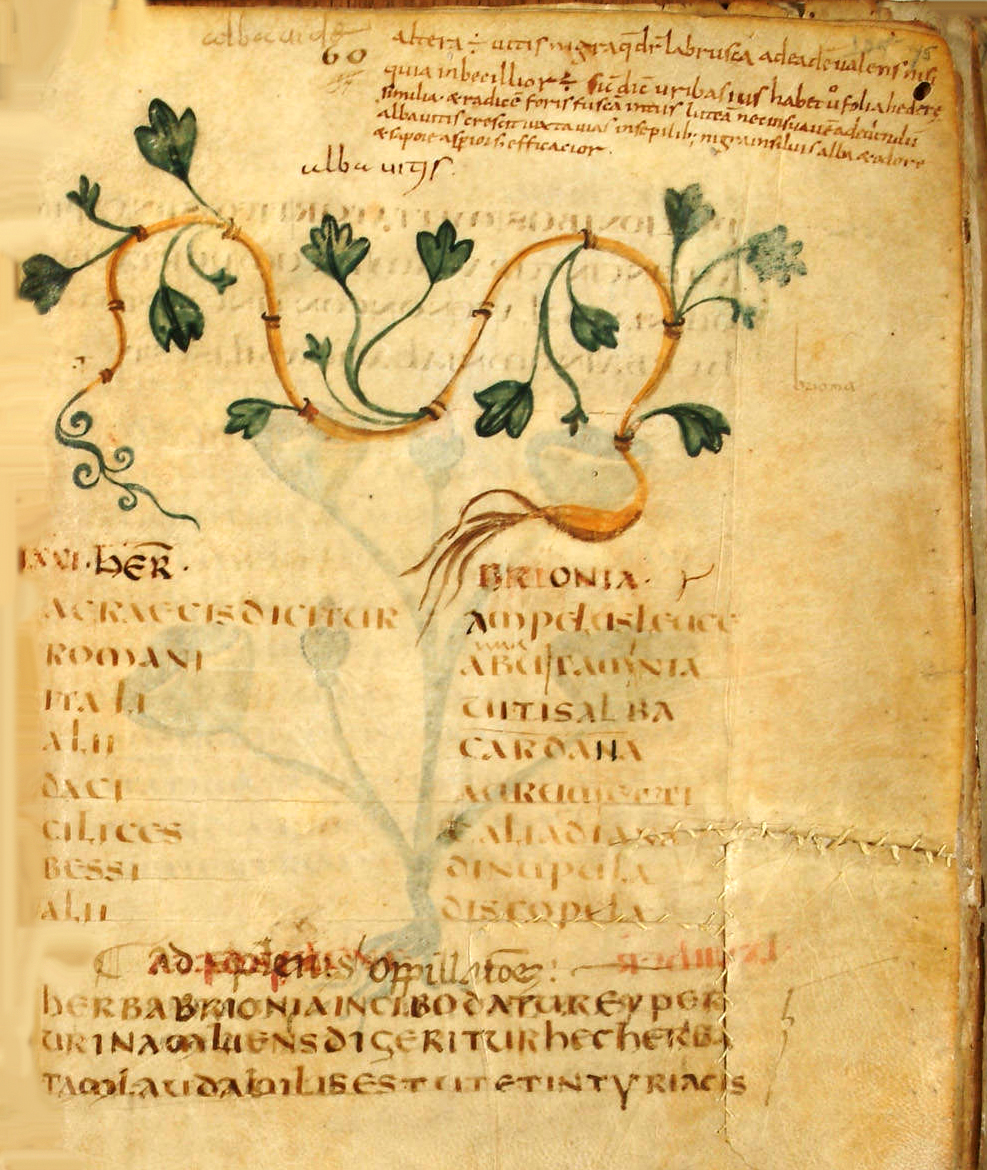
Pseudo-Apuleius Leiden 6. Jahrhundert
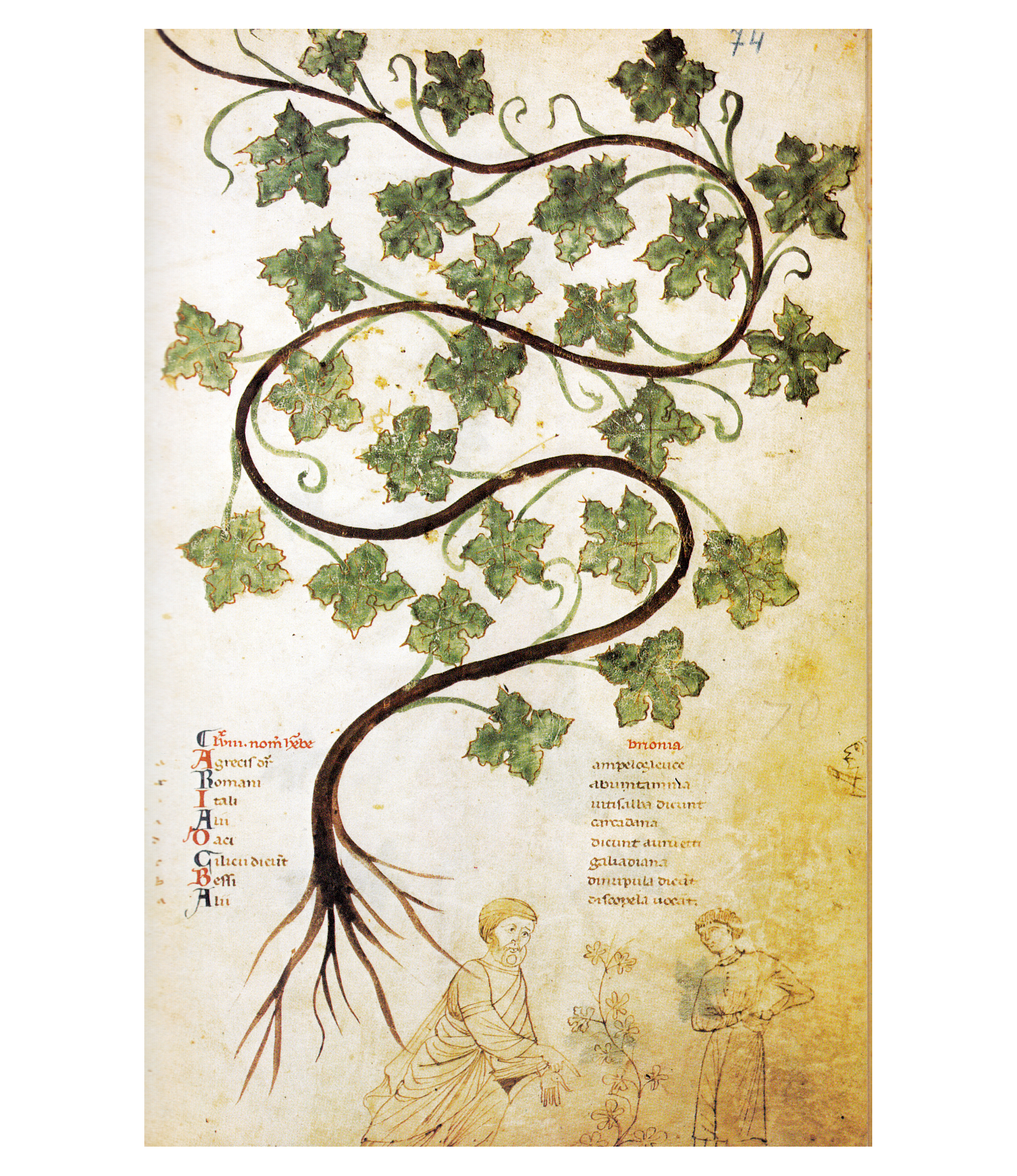
Pseudo-Apuleius Wien 14. Jahrhundert
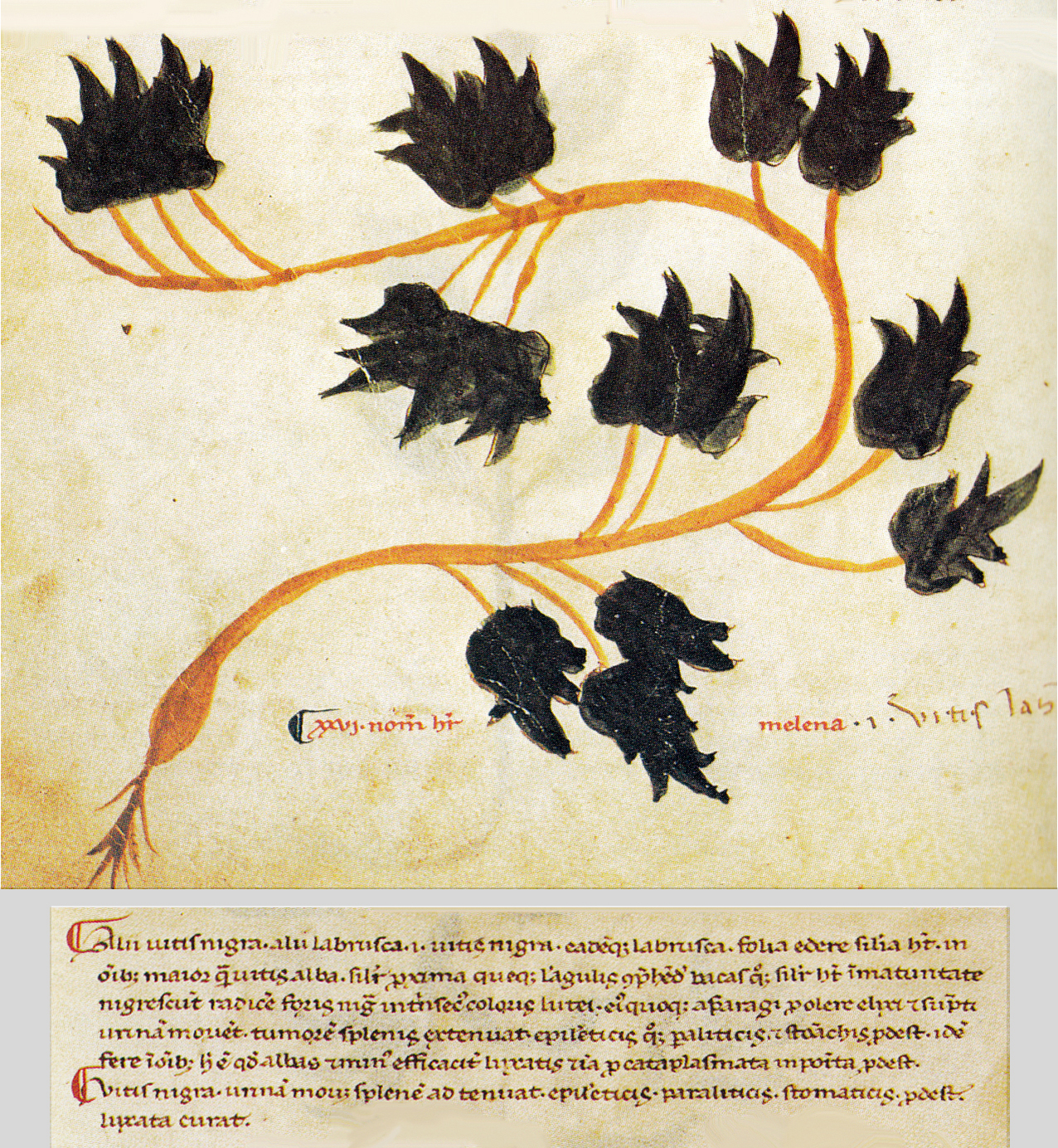
Pseudo-Dioskurides de herbis femininis Manuskript des 14. Jahrhunderts
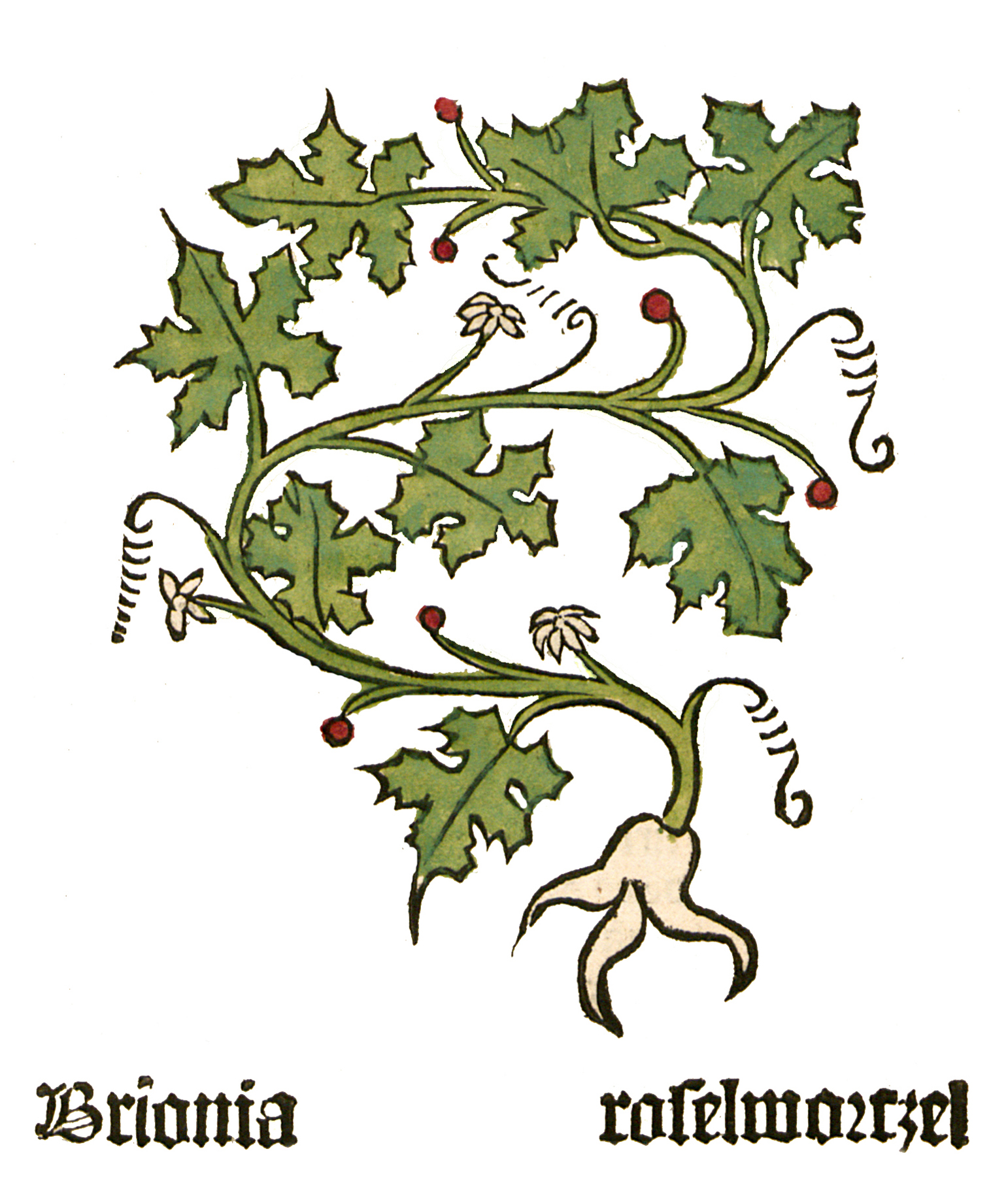
Herbarius Moguntinus 1484
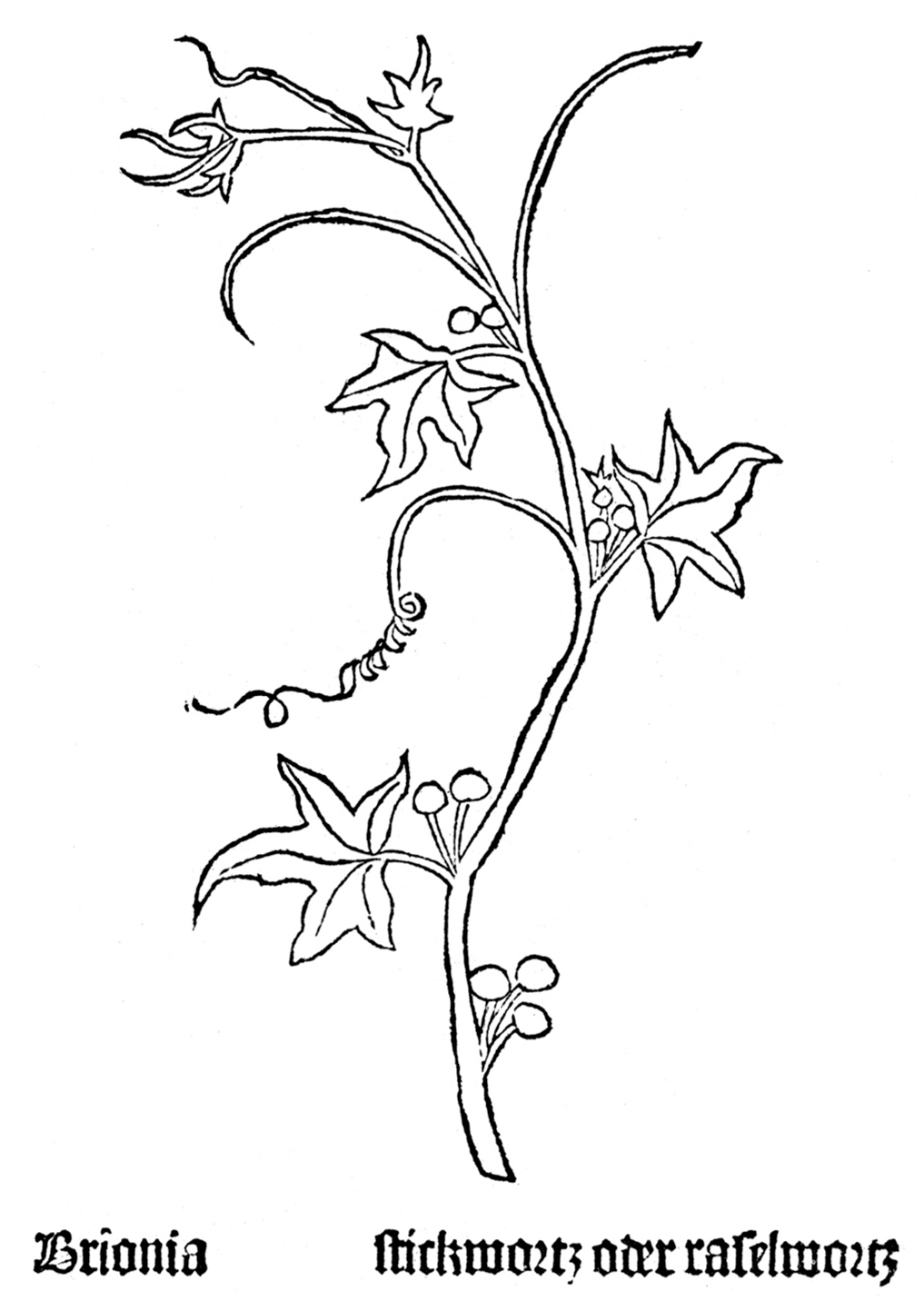
Gart der Gesundheit 1485 Brionia
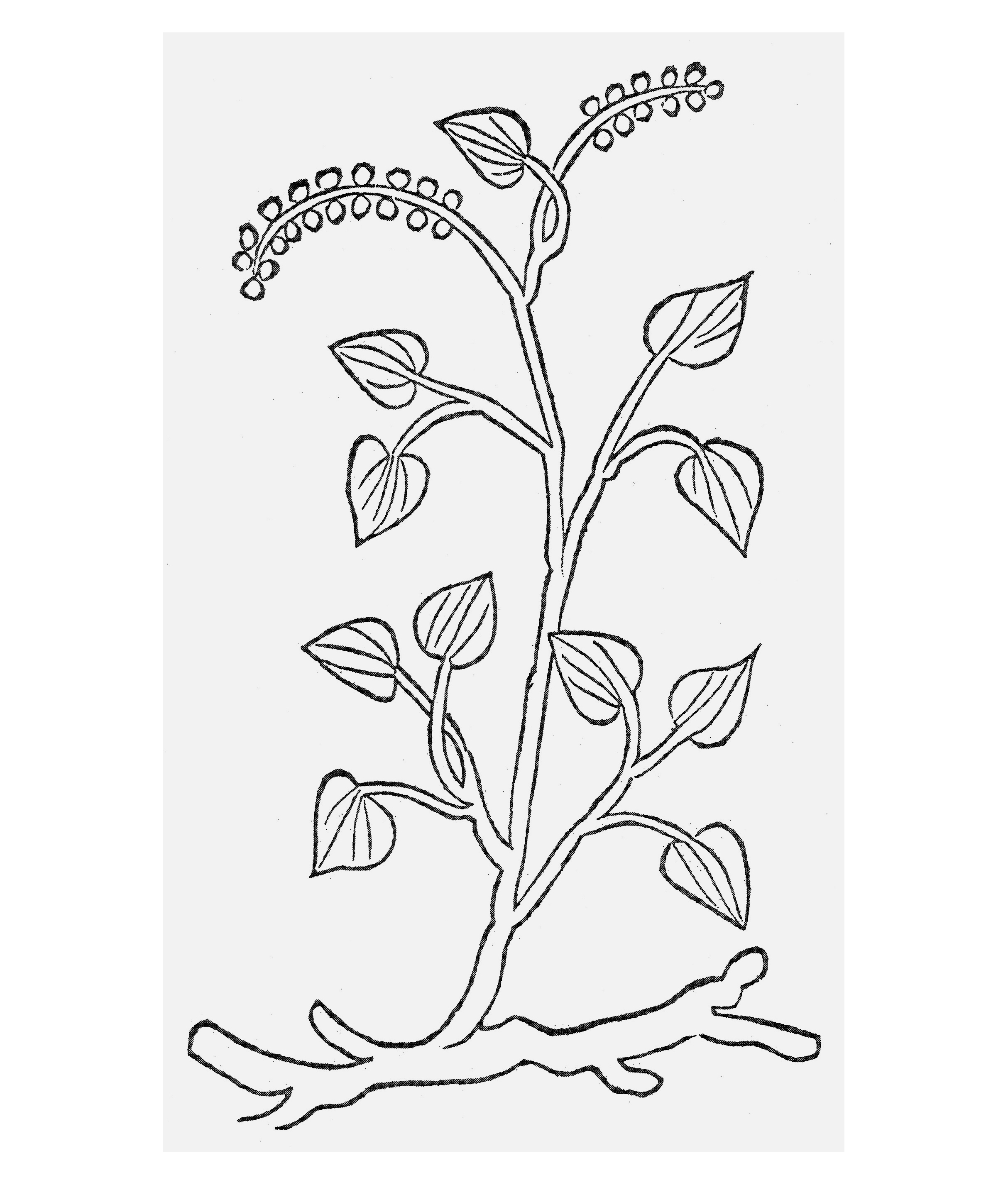
Gart der Gesundheit 1485 Viticella
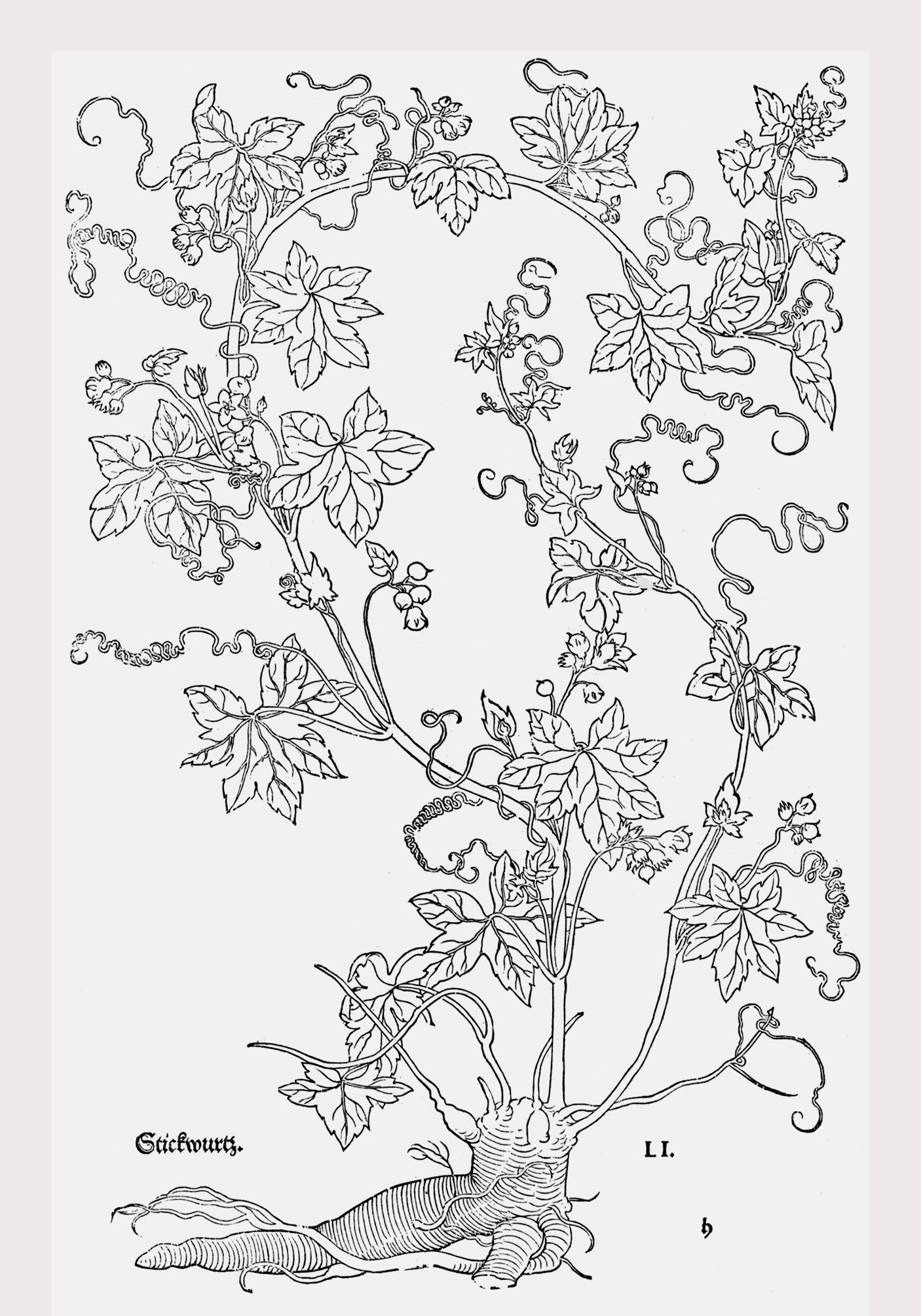
Leonhart Fuchs 1543 Stickwurtz
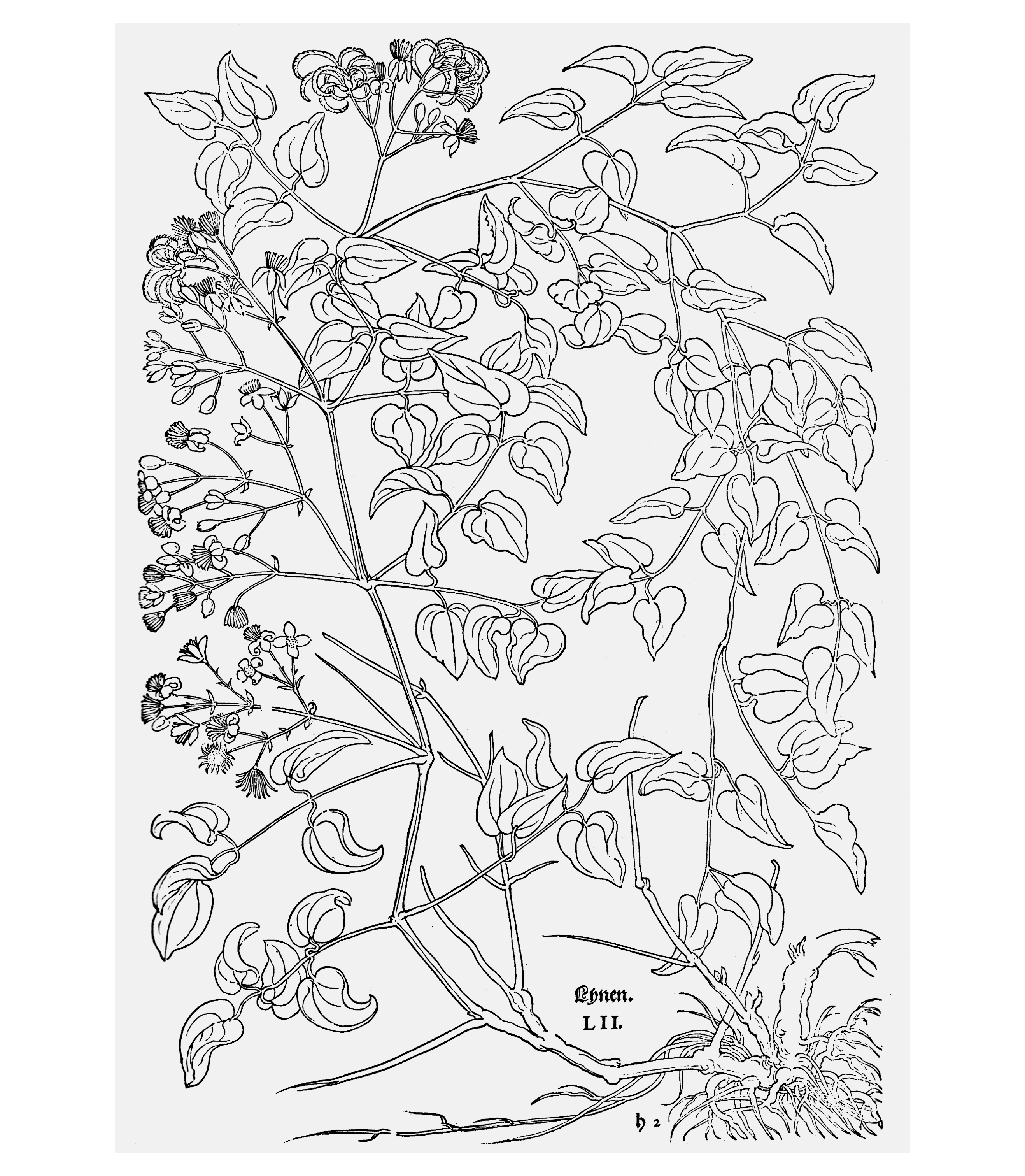
Leonhart Fuchs 1543 Lynen
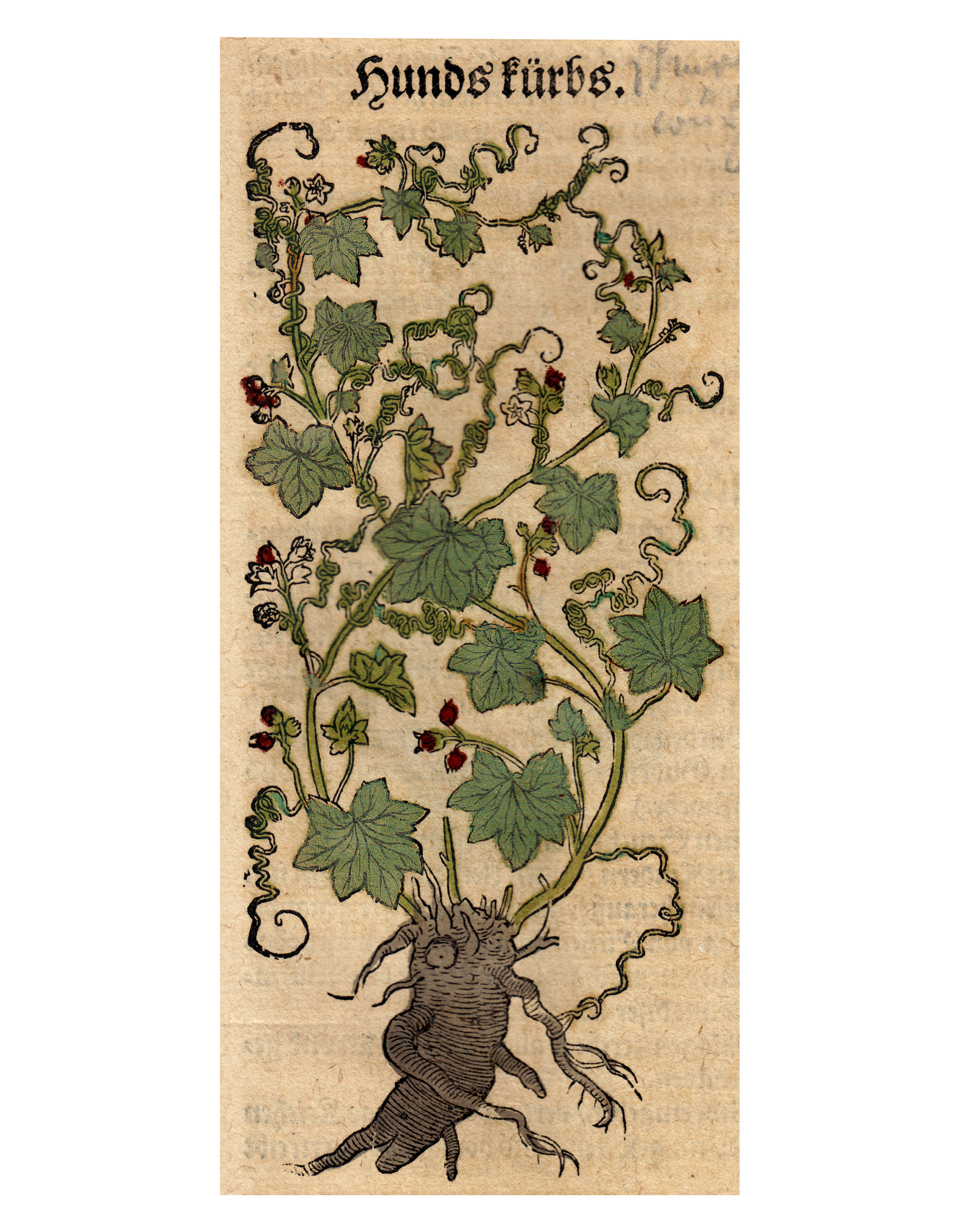
Hieronymus Bock 1546
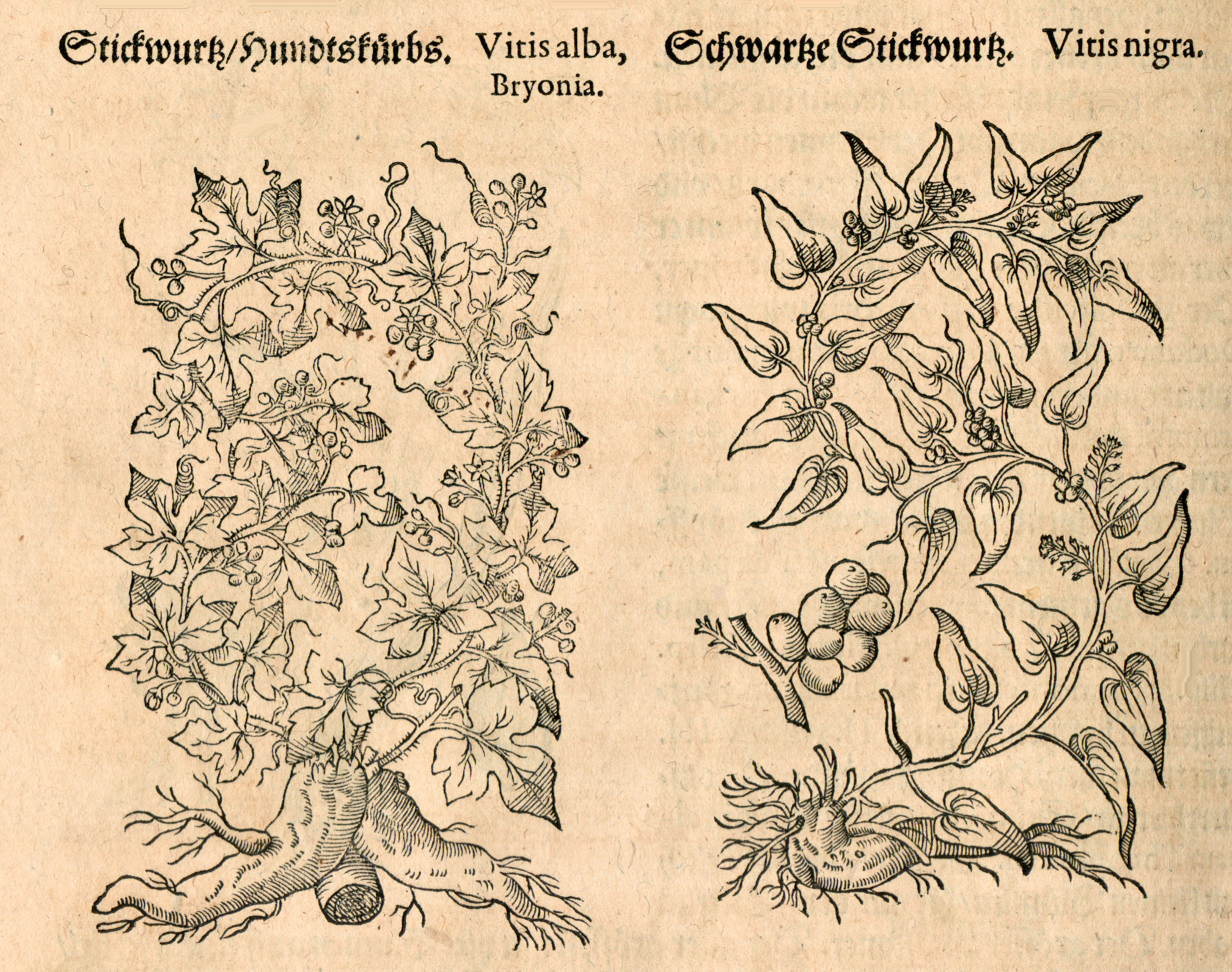
Mattioli / Handsch / Camerarius 1586